# Howard Pixton
Charles Howard Pixton, född 14 december 1885, död 7 februari 1972, var en brittisk flygpionjär.
Pixton genomgick flygutbildning i Brooklands 1910. Där blev han god vän med Alliott Verdon Roe som anställde honom som sin högra hand. Pixtons första uppdrag blev att starta Avros flygskola, samt fungera som testpilot på Roes flygplanskonstruktioner. 1911 lämnade han AVRO en tid för att flyga för Bristol. Under tiden vid Bristol blev han den högst betalda uppvisningsflygaren i England samtidigt blev han den pilot som flög in mest prispengar i de olika flygtävlingarna runt om i landet. För Bristols räkning fick han genomföra demonstrationsflygningar med företagets flygplan i Spanien, Tyskland, Rumänien och Italien.  
1914 anställdes han av Tommy Sopwith som flygare och testpilot. Han deltog samma år i flygtävlingen Schneider Cup med det dubbeldäckade flygplanet Sopwith Tabloid.
Efter att han segrat i tävlingen utnämndes han till kapten i RFC med placering vid Air Investigation Department i Farnborough. Efter första världskriget återvände han till AVRO som pilot. Där flög han bland annat passagerare och nyhetstidningar från fastlandet till Isle of Man. Han bosatte sig på ön 1932 och blev en ledande person vid Manx Air Races. Under andra världskriget 1939-1945 återanställdes han vid Air Investigation Department i Farnborough.